# Epidendrum fulgens
Epidendrum fulgens é uma espécie de orquídea nativa do Brasil, pertencente ao gênero Epidendrum.  É frequentemente confundida com outras espécies parecidas, tais como  E. secundum, E. denticulatum ou E. radicans.
Seu habitat natural são as áreas mais abertas da mata atlântica e setores de restingas, recebendo por isso o nome popular de orquídea-da-praia ou orquídea-da-restinga. Não apresenta hábitos epífitos, crescendo a partir do solo, em áreas levementes sombreadas ou sob sol pleno.

## Nomenclatura
O epíteto específico fulgens corresponde ao presente particípio do verbo fulgere, palavra latina que significa "brilhar" ou "reluzir", indicando o aspecto apresentado pelas suas flores compostas por pétalas de coloração variando entre amarelo, laranja e vermelho, com tonalidades bastante vibrantes.

## Características
Os Epidendrum fulgens são plantas que se encontram vivendo desde descampados da mata atlântica até faixas de restinga à beira mar. Essas plantas normalmente são terrícolas, mas podem eventualmente adotar hábitos epífitas, rupícolas e até mesmo crescer diretamente sobre a areia da praia.
São plantas rústicas capazes de viver sob sol pleno. Apresentam pseudobulbos alongados com até 60 cm de altura, sendo menos elevada quando habita regiões de matas e mais elevada quando cresce em condições de sol intenso e sobre o solo arenoso das restingas.  Ao longo dos pseudobulbos encontram-se as folhas, que alcançam até 10 cm de comprimento, 4 cm de largura e até 0,5 cm de espessura.
Devido à rusticidade são orquídeas que apresentam facilidade de cultivo e produção de mudas. Após a floração as plantas costumam produzir novos brotos enraizados, conhecidos como keikis, a partir das antigas hastes florais. Após a formação de raízes e crescimento de 0,5 cm destas nos novos brotos, estes podem ser destacados das  hastes florais e plantados em novos vasos.